# میخیل کوباخیدزه
میخِیل کوباخیدزه (گرجی: მიხეილ კობახიძე؛ ۵ آوریل ۱۹۳۹ – ۱۳ اکتبر ۲۰۱۹) فیلمنامه‌نویس، کارگردان، بازیگر و آهنگساز اهل کشور گرجستان بود. او در تفلیس به دنیا آمد. مروری بر آثار او در سال ۱۹۹۶ در جشنواره فیلم ونیز برگزار شد.